# Boris Balinsky
Boris Ivan Balinsky (Kiev, 23 settembre 1905 – Johannesburg, 1º settembre 1997) è stato un biologo ed entomologo ucraino.

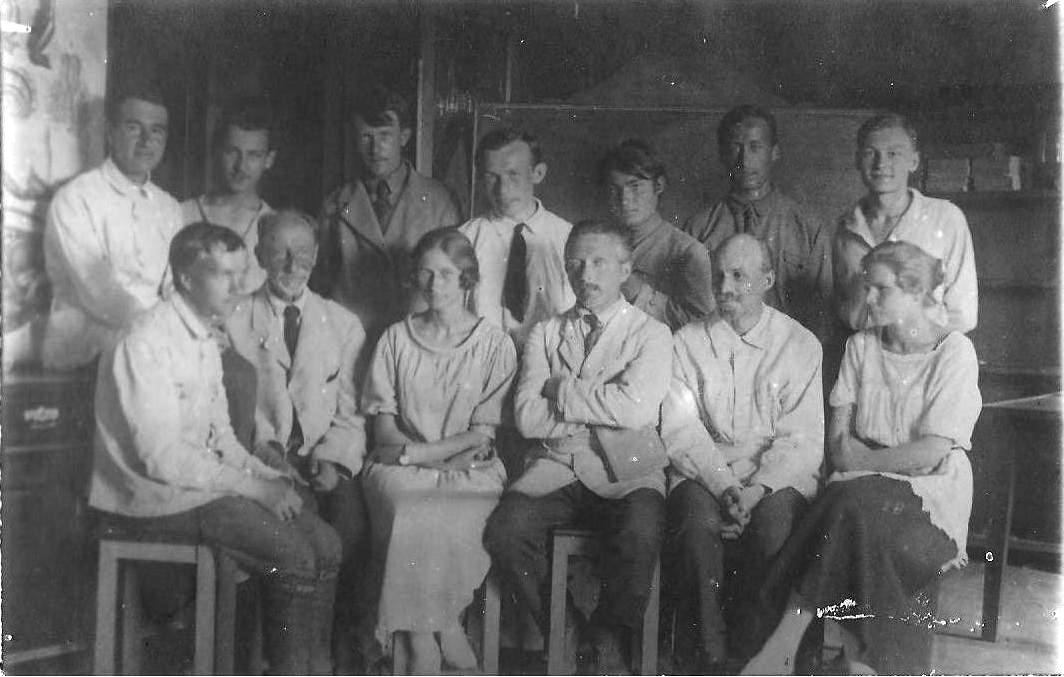
Membri del laboratorio il 20 maggio 1923 a Kiev. in alto a destra: Boris Balinsky ; fila in basso, secondo da destra: Iwan Schmalhausen

Boris Ivan Balinsky fu professore all'Università di Kiev e all'Università del Witwatersrand. Ricercatore pioniere nel campo dell'embriologia sperimentale, della microscopia elettronica e della biologia dello sviluppo. È stato autore del popolare libro di testo in embriologia An Introduction to Embryology.
Nato ucraino, allievo di Ivan Schmalhausen, è stato uno dei primi a indurre sperimentalmente l'organogenesi negli embrioni di anfibio. Balinsky era un professore universitario ordinario e vicedirettore dell'Istituto di Biologia di Kiev a 28 anni. Divenne un esperto riconosciuto nello sviluppo di pesci e anfibi. Vittima delle repressioni sovietiche, rimase sotto l'occupazione tedesca durante la seconda guerra mondiale e fuggì a Posnan, in Polonia, e successivamente a Monaco, in Germania. Balinsky lavorò brevemente in Scozia nel laboratorio di Conrad Hal Waddington sull'embriologia dei topi. Infine, è andato in Sud Africa per diventare uno dei fondatori della bioscienza sperimentale sudafricana.
Balinsky lavorò anche in entomologia e descrisse nuove specie di Plecotteri, Odonati e falene della famiglia Pyralidae, principalmente dal Caucaso e dal Sud Africa.
Aveva un figlio John B. Balinsky anche lui scienziato.

## Pubblicazioni
Balinsky ha pubblicato più di 130 articoli scientifici, di cui 22 in ucraino. Il suo libro di testo "Introduzione all'embriologia", pubblicato nel 1960, ha ricevuto riconoscimenti internazionali ed è stato un libro di testo di embriologia ben noto e ampiamente utilizzato.

## Insetti descritti

### Plecoptera
- Pontoperla teberdinica Balinsky, 1950
- Pontoperla katherinae Balinsky
- Balinskycercella gudu Balinsky, 1956
- Balinskycercella tugelae Balinsky, 1956
- Balinskycercella fontium Balinsky, 1956

### Libellule
- Agriocnemis pinheyi Balinsky, 1963
- Agriocnemis ruberrima Balinsky, 1961
- Ceratogomphus triceraticus Balinsky, 1963
- Chlorolestes draconicus Balinsky, 1956
- Orthetrum robustum Balinsky, 1965
- Pseudagrion helenae Balinsky, 1964
- Pseudagrion inopinatum Balinsky, 1971
- Pseudagrion vumbaense Balinsky, 1963
- Urothemis luciana Balinsky, 1961

### Lepidoptera

#### Nuove specie
- Abachausia grisea Balinsky, 1994
- Acrobasis africanella Balinsky, 1994
- Afromyelois communis Balinsky, 1991
- Afromylea natalica Balinsky, 1994
- Afropsipyla pictella Balinsky, 1994
- Afropsipyla similis Balinsky, 1994
- Ambetilia crucifera Balinsky, 1994
- Ancylosis aeola Balinsky, 1987
- Ancylosis eugraphella Balinsky, 1987
- Ancylosis eurhoda Balinsky, 1989
- Ancylosis glaphyria Balinsky, 1987
- Ancylosis melanophlebia Balinsky, 1989
- Ancylosis mimeugraphella Balinsky, 1989
- Ancylosis montana Balinsky, 1989
- Ancylosis namibiella Balinsky, 1987
- Ancylosis obscurella Balinsky, 1989
- Ancylosis perfervid Balinsky, 1989
- Ancylosis similis Balinsky, 1987
- Apomyelois bicolorata Balinsky, 1991
- Arsissa transvaalica Balinsky, 1991
- Aspithroides minuta Balinsky, 1994
- Azanicola adspersa Balinsky, 1991
- Bahiria defecta Balinsky, 1994
- Bahiria durbanica Balinsky, 1994
- Bahiria flavicosta Balinsky, 1994
- Bahiria latevalvata Balinsky, 1994
- Bahiria macrognatha Balinsky, 1994
- Bahiria magna Balinsky, 1994
- Bahiria similis Balinsky, 1994
- Bahiria ximenianata Balinsky, 1994
- Cabotella inconspicua Balinsky, 1994
- Candiopella dukei Balinsky, 1994
- Cantheleamima excisa Balinsky, 1994
- Ceuthelea umtalensis Balinsky, 1994
- Cunibertoides nigripatagiata Balinsky, 1991
- Emporia melanobasis Balinsky, 1991
- Encryphodes ethiopella Balinsky, 1991
- Epicrocis abbreviata Balinsky, 1994
- Epicrocis ancylosiformis Balinsky, 1994
- Epicrocis arcana Balinsky, 1994
- Epicrocis brevipalpata Balinsky, 1994
- Epicrocis complicata Balinsky, 1994
- Epicrocis coriacelloides Balinsky, 1994
- Epicrocis crassa Balinsky, 1994
- Epicrocis flavicosta Balinsky, 1994
- Epicrocis furcilinea Balinsky, 1994
- Epicrocis gracilis Balinsky, 1994
- Epicrocis imitans Balinsky, 1994
- Epicrocis insolita Balinsky, 1994
- Epicrocis intermedia Balinsky, 1994
- Epicrocis noncapillata Balinsky, 1994
- Epicrocis ornata Balinsky, 1994
- Epicrocis ornatella Balinsky, 1994
- Epicrocis picta Balinsky, 1991
- Epicrocis plumbifasciata Balinsky, 1994
- Epicrocis punctata Balinsky, 1994
- Epicrocis sacculata Balinsky, 1994
- Epicrocis spiculata Balinsky, 1994
- Epicrocis vansoni Balinsky, 1994
- Eucarphia anomala Balinsky, 1994
- Eurhodope nyctosia Balinsky, 1991
- Euzophera crassignatha Balinsky, 1994
- Euzophera crinita Balinsky, 1994
- Euzophera cullinanensis (Balinsky, 1991)
- Euzophera minima Balinsky, 1994
- Euzophera termivelata Balinsky, 1994
- Euzopherodes capicola Balinsky, 1994
- Faveria dubia Balinsky, 1994
- Faveria fusca Balinsky, 1994
- Faveria ignicephalis Balinsky, 1994
- Faveria minima Balinsky, 1994
- Faveria minuscula Balinsky, 1994
- Faveria nonceracanthia Balinsky, 1994
- Faveria onigra Balinsky, 1994
- Faveria poliostrota Balinsky, 1994
- Flabellobasis montana Balinsky, 1991
- Gaana minima Balinsky, 1994
- Gaana quatra Balinsky, 1994
- Getulia maculosa Balinsky, 1994
- Hobohmia paradoxa Balinsky, 1994
- Homoeosoma masaiensis Balinsky, 1991
- Joannisia heterotypa Balinsky, 1994
- Joannisia jansei Balinsky, 1994
- Joannisia poliopasta Balinsky, 1994
- Joannisia semiales Balinsky, 1994
- Kivia longisacculata Balinsky, 1994
- Laodamia affinis Balinsky, 1994
- Laodamia glaucocephalis Balinsky, 1994
- Laodamia grisella Balinsky, 1994
- Laodamia homotypa Balinsky, 1994
- Laodamia hortensis Balinsky, 1994
- Laodamia inermis Balinsky, 1994
- Laodamia injucunda Balinsky, 1994
- Laodamia karkloofensis Balinsky, 1994
- Laodamia lugubris Balinsky, 1994
- Laodamia nigerrima Balinsky, 1994
- Laodamia nonplagella Balinsky, 1994
- Laodamia pulchra Balinsky, 1994
- Laodamia salisburyensis Balinsky, 1994
- Laodamia sarniensis Balinsky, 1994
- Laodamia similis Balinsky, 1994
- Laodamia spissa Balinsky, 1994
- Laodamia squamata Balinsky, 1994
- Laodamia zoetendalensis Balinsky, 1994
- Leviantenna ferox Balinsky, 1994
- Macrovalva quadrielevata Balinsky, 1994
- Magiriamorpha superpalpia Balinsky, 1994
- Miliberta gnathilata Balinsky, 1994
- Nakurubia sacculata Balinsky, 1994
- Namibicola simplex Balinsky, 1994
- Namibicola splendida Balinsky, 1991
- Namibiopsis punctata Balinsky, 1994
- Nonphycita lineata Balinsky, 1994
- Nyctegretis cullinanensis Balinsky, 1991
- Oncocera affinis Balinsky, 1994
- Oncocera cenochreella  Ragonot, 1888
- Oncocera dubia Balinsky, 1994
- Oncocera glaucocephalis Balinsky, 1994
- Oncocera grisella Balinsky, 1994
- Oncocera homotypa Balinsky, 1994
- Oncocera horrens Balinsky, 1994
- Oncocera hortensis Balinsky, 1994
- Oncocera ignicephalis Balinsky, 1994
- Oncocera inermis Balinsky, 1994
- Oncocera injucunda Balinsky, 1994
- Oncocera karkloofensis Balinsky, 1994
- Oncocera lugubris Balinsky, 1994
- Oncocera nigerrima Balinsky, 1994
- Oncocera nonplagella Balinsky, 1994
- Oncocera pulchra Balinsky, 1994
- Oncocera salisburyensis Balinsky, 1994
- Oncocera sarniensis Balinsky, 1994
- Oncocera similis Balinsky, 1994
- Oncocera spiculata Balinsky, 1994
- Oncocera spissa Balinsky, 1994
- Oncocera squamata Balinsky, 1994
- Oncocera zoetendalensis Balinsky, 1994
- Ortholepis polyodonta Balinsky, 1991
- Ortholepis pyrobasis Balinsky, 1991
- Ortholepis unguinata Balinsky, 1994
- Paralaodamia haploa Balinsky, 1994
- Paralaodamia angustata Balinsky, 1994
- Paralaodamia fraudulenta Balinsky, 1994
- Paralaodamia modesta Balinsky, 1994
- Paralaodamia pretoriensis Balinsky, 1994
- Paralaodamia serrata Balinsky, 1994
- Paralaodamia subligaculata Balinsky, 1994
- Paralaodamia transvaalica Balinsky, 1994
- Phycita attenuata Balinsky, 1994
- Phycita exaggerata Balinsky, 1994
- Phycita ligubris Balinsky, 1994
- Phycita randensis Balinsky, 1994
- Phycita singularis Balinsky, 1994
- Phycita spiculata Balinsky, 1994
- Phycita spissoterminata Balinsky, 1994
- Phycita suppenditata Balinsky, 1994
- Phycitophila obscurita Balinsky, 1994
- Phycitopsis insulata Balinsky, 1994
- Pretoria nigribasis Balinsky, 1994
- Proancylosis argenticostata Balinsky, 1991
- Pseudogetulia luminosa Balinsky, 1994
- Pseudographis dermatina Balinsky, 1989
- Pseudographis mesosema Balinsky, 1989
- Psorosa africana Balinsky, 1991
- Pylamorpha albida Balinsky, 1994
- Pylamorpha cristata Balinsky, 1994
- Quasiexuperius rhodesianus Balinsky, 1994
- Ramosignathos inconspicuella Balinsky, 1994
- Samaria inconspicuella Balinsky, 1994
- Sematoneura africana Balinsky, 1994
- Shebania grandis Balinsky, 1991
- Shebania maculata Balinsky, 1991
- Spatulipalpia monstrosa Balinsky, 1994
- Staudingeria mimeugraphella Balinsky, 1989
- Trachypteryx victoriola Balinsky, 1991
- Ulophora flavinia Balinsky, 1994

#### Nuovi generi
- Abachausia Balinsky, 1994
- Afromyelois Balinsky, 1991
- Afromylea Balinsky, 1994
- Afropsipyla Balinsky, 1994
- Ambetilia Balinsky, 1994
- Aspithroides Balinsky, 1994
- Azanicola Balinsky, 1991
- Bahiria Balinsky, 1994
- Cabotella Balinsky, 1994
- Candiopella Balinsky, 1994
- Cantheleamima Balinsky, 1994
- Ceuthelea Balinsky, 1994
- Cunibertoides Balinsky, 1991
- Flabellobasis Balinsky, 1991
- Hobohmia Balinsky, 1994
- Joannisia Balinsky, 1994
- Kivia Balinsky, 1994
- Leviantenna Balinsky, 1994
- Macrovalva Balinsky, 1994
- Magiriamorpha Balinsky, 1994
- Miliberta Balinsky, 1994
- Nakurubia Balinsky, 1994
- Namibicola Balinsky, 1991
- Namibiopsis Balinsky, 1994
- Nonphycita Balinsky, 1994
- Paralaodamia Balinsky, 1994
- Phycitophila Balinsky, 1994
- Proancylosis Balinsky, 1991
- Pseudogetulia Balinsky, 1994
- Pseudographis Balinsky, 1989
- Pylamorpha Balinsky, 1994
- Quasiexuperius Balinsky, 1994
- Ramosignathos Balinsky, 1994
- Shebania Balinsky, 1991